# 中交公路规划设计院
中交公路规划设计院有限公司（简称公规院）成立于1954年，原为交通部公路总局设计局，1975年更名为交通部公路规划设计院，1999年改制并入中国路桥（集团）总公司，现为中国交通建设股份有限公司的全资子公司。
公规院现有员工1300余人，其中硕博学历人员占比超50%，高级职称及以上专业技术人员占比达45%，有全国工程勘察设计大师5名、国务院特殊津贴专家37名，主持设计了港珠澳大桥、苏通长江大桥、西堠门大桥、巴拿马大西洋桥等特大型桥梁，以及川藏公路、沈大高速、济青高速等公路。